# 哈尔旺
哈尔旺是奥地利萨尔茨堡州萨尔茨堡城郊县的一个市镇。总面积13.12平方公里，总人口3798人，人口密度289.5人/平方公里（2005年）。